# Манат (село)
Мана́т (каз. Манат) — село у складі Уланського району Східноказахстанської області Казахстану. Входить до складу Таргинського сільського округу.
Населення — 117 осіб (2021; 199 у 2009, 379 у 1999, 285 у 1989).
Національний склад станом на 1989 рік:
- казахи — 100 %